# Fort van Bernia
Het Fort van Bernia is gelegen op de zuidelijke helling van de Sierra de Bernia in de gemeente Callosa d'En Sarrià in de Spaanse provincie Alicante. Het fort is gebouwd in 1562 naar een ontwerp van Giovanni Battista Antonelli, maar werd alweer gesloopt in 1613. Er rest nog slechts een ruïne.

## Geschiedenis
Het fort werd in 1562 gebouwd in opdracht van Filips II van Spanje met de bedoeling de kuststrook te beschermen tegen invallen van Moorse piraten (de Barbarijse zeerovers) en tegen een eventuele opstand van de na de Reconquista nog aanwezige moslimbevolking (de Moren). De Sierra de Bernia diende in die tijd als een toevluchtsoord voor moslims die probeerden te ontkomen aan een gedwongen bekering tot het christendom, maar de geïsoleerde ligging in combinatie met de ruime beschikbaarheid van bronwater maakte het ook tot een aantrekkelijke verblijfplaats voor andere voortvluchtigen.
De Italiaan Giovanni Battista Antonelli kreeg als militaire architect opdracht een plan te maken voor een fort op de Sierra de Bernia. Na een verkenning van het gebied stelde hij een locatie voor op een hoogte van ongeveer 800 m op de zuidelijke helling. Deze plek zou zowel geschikt zijn als uitzichtpunt om aanvallen van piraten te signaleren, als om de lokale moslimbevolking en de waterbronnen te beheersen. Voor het ontwerp van het fort baseerde Antonelli zich op zijn eigen boek uit 1560 over fortenbouw Epitomi delle fortificationi moderne. Voor de vormgeving en maatvoering gebruikte hij heel nadrukkelijke geometrische uitgangspunten, die hij weer baseerde op de kogeltrajecten van de toenmalige kanonnen en andere vuurwapens. Zijn plan werd goedgekeurd en in april 1562 werd een aanvang gemaakt met de constructie van het fort.
De constructie van het fort werd voltooid in augustus van hetzelfde jaar. Het fort bestond uit een vierkante binnenplaats omgeven door opslag-, woon- en slaapverblijven, een keuken, een kapel en een tweetal cisternes voor de opslag van regenwater. Daaromheen lag een beschermingsmuur met vier bastions, die weer omgeven werd door een droge gracht. Iets lager op de helling ligt nog steeds de Font del Fort, de waterbron van het fort. Al snel bleek het fort niet te voldoen. Allereerst had Antonelli geen rekening gehouden met de bergachtige locatie en onverkort vastgehouden aan de uitgangspunten voor een ontwerp dat veel passender zou zijn geweest in vlak terrein. Daarbij kwam dat het fort de belangrijkste waterbron (de Font de Bernia) en de voetpaden in de omgeving volledig onbeschermd liet. Verder was het fort slecht gebouwd, waardoor veel onderhoud nodig was. Door de geïsoleerde ligging waren de kosten om hier soldaten te legeren ook extreem hoog. Deze en andere kritiek werd door Vespasiano I Gonzaga, onderkoning van Valencia, al beschreven in zijn rapport van 1575. Enkele jaren later werd deze kritiek herhaald door de militaire ingenieur Giovan Giacomo Paleari Fratino, maar het duurde nog tot 1612 voordat besloten werd het fort te slopen. Daarbij speelde een rol dat in 1609 Filips III van Spanje de resterende moslims het land had uitgezet.
Om te voorkomen dat het fort als behuizing zou gaan dienen voor ongewenste elementen werd het vrijwel met de grond gelijk gemaakt. De contouren van het fort zijn vanuit de lucht nog steeds herkenbaar ook al resteert op de grond nog maar weinig van de gebouwen. Opvallend zijn enkele bewaarde dakgewelven van de voormalige manschappenverblijven.

## Bereikbaarheid
De fortruïne is vrij toegankelijk maar alleen te voet bereikbaar over de lokale wandelroute PR CV 7 rond de top van de Sierra de Bernia.